# جوناس أوكيتولا
جوناس أوكيتولا Jonas Okétola، من مواليد 27 أغسطس 1983 في نيجيريا، لاعب كرة قدم بنيني.
بدأ مسيرته الكروية مع نادي دراغونس دي أوليمي، ولعب معهم حتى عام 2004، وفي موسم 2004/2005 انتقل إلى نادي إنييمبا، وفي عام 2006 انتقل إلى نادي كوارا يونايتد، ولعب معهم حتى عام 2008، ومنذ عام 2008 وهو يلعب مع نادي ثاندا رويال زولو الجنوب أفريقي.
و هو يلعب مع منتخب بنين لكرة القدم.

## روابط خارجية
- جوناس أوكيتولا على موقع الاتحاد الدولي (مؤرشف)  (الإنجليزية)
- جوناس أوكيتولا على موقع قاعدة بيانات كرة القدم.إي يو (الإنجليزية)
- جوناس أوكيتولا على موقع ناشيونال فوتبول تيمز (الإنجليزية)
- جوناس أوكيتولا على موقع Soccerway.com (الإنجليزية)